# Dữ liệu đám mây

Mô hình dữ liệu đám mây

Dữ liệu đám mây hay Cơ sở dữ liệu đám mây (Cloud database) là một cơ sở dữ liệu thường được chạy vận hành trên nền tảng điện toán đám mây và quyền truy cập vào cơ sở dữ liệu được cung cấp dưới dạng dịch vụ. Có hai mô hình triển khai phổ biến gồm người dùng (User) có thể chạy cơ sở dữ liệu trên đám mây một cách độc lập, sử dụng hình ảnh máy ảo hoặc họ có thể mua quyền truy cập vào dịch vụ cơ sở dữ liệu do nhà cung cấp cơ sở dữ liệu đám mây duy trì vận hành. Trong số các cơ sở dữ liệu có sẵn trên đám mây, một số cơ sở dữ liệu dựa trên SQL và một số sử dụng mô hình dữ liệu NoSQL. Các dịch vụ cơ sở dữ liệu đảm bảo tính năng mở rộng và tính sẵn sàng cao của cơ sở dữ liệu. Các dịch vụ cơ sở dữ liệu làm cho ngăn xếp phần mềm cơ bản trở nên thông suốt đối với người dùng. 

## Tính năng
Có hai phương pháp chính để chạy cơ sở dữ liệu trên nền tảng đám mây: Thứ nhất, hình ảnh Máy ảo: Nền tảng đám mây cho phép người dùng mua phiên bản máy ảo trong một thời gian giới hạn và người ta có thể chạy cơ sở dữ liệu trên các máy ảo đó. Người dùng có thể tải lên hình ảnh của riêng họ với cơ sở dữ liệu được cài đặt trên đó hoặc sử dụng hình ảnh máy tạo sẵn đã bao gồm cài đặt cơ sở dữ liệu được tối ưu hóa. Thứ hai, Cơ sở dữ liệu dưới dạng dịch vụ (DBaaS): Với cơ sở dữ liệu dưới dạng mô hình dịch vụ, người dùng trả phí cho nhà cung cấp dịch vụ dữ liệu đám mây đối với các dịch vụ và tài nguyên máy tính, giảm chi phí tài chính và công sức cần thiết để phát triển và quản lý cơ sở dữ liệu. Người dùng được cung cấp các công cụ để tạo và quản lý các phiên bản cơ sở dữ liệu cũng như kiểm soát người dùng. Một số nhà cung cấp dịch vụ dữ liệu đám mây cũng cung cấp các công cụ để quản lý dữ liệu và cấu trúc cơ sở dữ liệu. Nhiều nhà cung cấp đám mây cung cấp cả cơ sở dữ liệu quan hệ (Amazon RDS, SQL Server) và NoSQL (MongoDB, Amazon DynamoDB), đây là một loại phần mềm dưới dạng dịch vụ (SaaS).
Việc thiết kế và phát triển các hệ thống điển hình sử dụng quản lý dữ liệu và cơ sở dữ liệu quan hệ làm khối xây dựng chính của chúng. Các truy vấn nâng cao được thể hiện bằng SQL hoạt động tốt với các mối quan hệ chặt chẽ được cơ sở dữ liệu quan hệ áp đặt lên thông tin. Tuy nhiên, công nghệ cơ sở dữ liệu quan hệ ban đầu không được thiết kế hoặc phát triển để sử dụng trên các hệ thống phân tán. Vấn đề này đã được giải quyết bằng việc bổ sung các cải tiến phân cụm cho cơ sở dữ liệu quan hệ, mặc dù một số tác vụ cơ bản yêu cầu các giao thức phức tạp và chi phí đắt đỏ, chẳng hạn như đồng bộ hóa dữ liệu. Cơ sở dữ liệu quan hệ hiện đại cho thấy hiệu suất kém trên các hệ thống sử dụng nhiều dữ liệu, do đó, ý tưởng về NoSQL đã được sử dụng trong các hệ thống quản lý cơ sở dữ liệu dành cho hệ thống dựa trên đám mây. Trong bộ lưu trữ được triển khai NoSQL, không có yêu cầu nào đối với lược đồ bảng cố định và tránh sử dụng các thao tác nối. "Cơ sở dữ liệu NoSQL đã được chứng minh là có khả năng mở rộng theo chiều ngang hiệu quả, hiệu suất tốt và dễ dàng lắp ráp vào các ứng dụng đám mây". Các mô hình dữ liệu dựa trên các thuật toán chuyển tiếp đơn giản hóa cũng đã được sử dụng trong các ứng dụng ánh xạ đám mây sử dụng nhiều dữ liệu dành riêng cho các khung ảo (Virtual frameworks).